# 미국의 성소수자 권리

미국의 레즈비언, 게이, 양성애자, 트랜스젠더(LGBT)의 권리는 시간이 지남에 따라 진화해왔으며 관할 구역마다 달랐다. 2003년 6월 26일 이후 동성 성인의 동의와 마찬가지로 비슷한 나이의 동성 청소년 간의 성행위는 로렌스 대 텍사스 사건에 대한 미국 대법원의 판결에 따라 전국적으로 합법화되었다. 2015년 6월 26일 기준으로, 모든 주는 오버거펠 대 호지스 사건에 대한  대법원 판결에 따라 동성 커플 간의 결혼을 인정한다.
미국의 LGBT의 권리가 가장 강하게 확대된 것은 미국 대법원에서 비롯됐다. 1996년과 2015년 사이의 네 가지 획기적인 판결 중에서 대법원은 동성애에 따라 동성애에 기반한 보호된 계급 의식을 금지하는 주 법들을 무효화시켰으며, 동성애 금지법을 전국적으로 폐지하고, 연방 결혼보호법의 제3절을 폐지하였으며, 동성 결혼을 전국적으로 합법화시켰다.
가족과 반 차별에 관한 법률에 대한 LGBT의 권리는 아직까지 각 주마다 다르다. 각 관할 구역의 동의 연령은 16세에서 18까지 다양하며, 남성/여성 또는 동성/이성 관계에 따라 동의 연령의 차이가 유지되고 있는 곳도 있다.
22개의 주와 워싱턴 DC, 푸에르토리코는 성적 지향에 따른 차별을 금지하고, 19개의 주와 워싱턴 DC, 푸에르토리코는 성 정체성 또는 표현에 기반한 차별을 금지한다. 성적 지향이나 성 정체성에 따른 증오 범죄 또한 2009년의 매튜 셰퍼드, 제임스 버드 주니어 증오 범죄 방지법에 의해 처벌 받는다. 2012년, 미국의 고용 기회 균등 위원회는 성 차별의 한 형태이기 때문에 1964년의 민권법의 7장은 성 정체성에 근거한 고용 차별을 허용하지 않는다고 결정하였다. 2015년, 미국 평등 고용 기회위원회는 성 차별의 한 형태이기 때문에 1964년의 공민권 법의 타이틀 VII은 고용에 있어서 성적 지향 차별을 허용하지 않는다고 결론을 내렸다.
동성 결혼 커플에 의한 아이의 입양은 2015년 6월 이후 전국적으로 합법이다. 입양 정책은 관할 구역에 따라 크게 다르다. 몇몇 주들은 모든 커플들에게 입양을 허용하는 반면, 다른 주들은 결혼하지 않은 커플들에게 입양을 금지한다.
미국에서는 휴먼 라잇 캠페인(Human Rights Campaign), 람다 리걸(Lambda Legal), 게이 & 레즈비언 애드보컷츠 & 디펜더스(GLAD, Gay & Lesbian Advocates & Defenders), 아메리칸 시빌 리버티스 유니언(ACLU, American Civil Liberties Union)을 포함한 모든 수준의 다양한 단체들이 LGBT의 인권을 옹호하고 있다.